# 艾克縣 (堪薩斯州)
艾克縣（英語：Elk County，縮寫EK）是美国堪薩斯州東南部的一個縣，面積1,684平方公里。根據2020年美國人口普查，共有人口2,483人。縣治霍華德。該縣成立於1875年3月25日，縣名來自埃爾克河。